# Aeroport de Hakodate
L'Aeroport de Hakodate (japonès: 函館空港, Hakodate Kūkō) (codi IATA: HKD, codi OACI: RJCH) és un aeroport de Hokkaidō. Està situat 7,6 km a l'est del centre de la ciutat de Hakodate.

## Història
L'aeroport de Hakodate es va inaugurar l'any 1961 amb una sola pista d'aterratge de 1200m. L'any 1971 va tenir una important expansió i es va estendre la pista fins als 2000m. La pista va rebre més extensions l'any 1978 fins als 2500m i l'any 1999 fins als 3000m. L'any 2005 s'hi va inaugurar una nova terminal.
El 6 de setembre del 1976, el pilot de la Unió Soviètica Víktor Belenko va fugir-ne i va desertar al Japó aterrant amb un caça MiG-25 a l'aeroport de Hakodate.
El 21 de juny del 1995, el Vol 857 d'All Nippon Airways, un avió Boeing 747 des de Tòquio a Hakodate, va ser segrestat per Fumio Kutsumi. Armat amb un tornavís reivindicava actuar en nom de la secta Aum Shinrikyo. L'avió va aterrar a l'aeroport de Hakodate i va romandre tota la nit a la pista durant 15 hores fins que la policia antiavalots va assaltar-lo a l'alba i va alliberar els passatgers.

## Curiositats
- L'aeroport de Hakodate és un dels elements principals de la història del film animat El detectiu Conan: El mag del cel platejat.